# 横川目バイパス
横川目バイパス（よこかわめバイパス）は、岩手県北上市を通る岩手県道37号花巻平泉線のバイパス道路。

## 概要
北上市・旧和賀町域における幅員狭小・直角コーナー箇所・踏切解消のために整備された片側1車線のバイパス。旧ルートの東側に建設された。

### 路線データ
- 起点：北上市和賀町横川目字古舘
- 終点：北上市和賀町山口字瀬畑（岩手県道47号北上西インター線交点）

## 地理

### 交差する道路
- 国道107号（北上市和賀町横川目字駅前）